# Aura: Maryūin Kōga saigo no tatakai
Aura: Maryūin Kōga saigo no tatakai (AURA ～魔竜院光牙最後の闘い～? lett. "Aura: l'ultima battaglia di Kōga Maryūin") è una light novel scritta da Romeo Tanaka ed illustrata da Mebae. L'opera è stata pubblicata dalla Shogakukan, sotto l'etichetta Gagaga Bunko, il 18 luglio 2008. Un adattamento manga di Kōichirō Hoshino è stato serializzato sui numeri tra aprile 2012 e maggio 2013 dello Shōnen Sunday Super della Shogakukan. Un film d'animazione, prodotto dalla AIC A.S.T.A., è uscito in Giappone il 13 aprile 2013.

## Personaggi
Ichirō Satō (佐藤 一郎?, Satō Ichirō)
Doppiato da: Nobunaga Shimazaki
Ryōko Satō (佐藤 良子?, Satō Ryōko)
Doppiata da: Kana Hanazawa
Hino (樋野?)
Doppiata da: Chiwa Saitō
Yamamoto (山本?)
Doppiato da: Hiroki Yasumoto
Shinako Kobato (子鳩 志奈子?, Kobato Shinako)
Doppiata da: Hisako Kanemoto
Dorisen (担任?)
Doppiato da: Takahiro Mizushima
Yūta Takahashi (高橋 裕太?, Takahashi Yūta)
Doppiato da: Ryōhei Kimura
Yumina Ōshima (大島 弓菜?, Ōshima Yumina)
Doppiata da: Marina Inoue
Aki Imawano (忌野 アキ?, Imawano Aki)
Doppiato da: Satomi Akesaka
Kinoshita (木下?)
Doppiato da: Ken'ichirō Matsuda
Osamu Suzuki (鈴木 おさむ?, Suzuki Osamu)
Doppiato da: Kappei Yamaguchi
Tatsuo Andō (安藤 たつお?, Andō Tatsuo)
Doppiato da: Kishō Taniyama
Oda (織田?)
Doppiata da: Yū Kobayashi
Kume (久米?)
Doppiato da: Shōtarō Morikubo

## Media

### Light novel
Aura: Maryūin Kōga saigo no tatakai è una light novel di trecentosessanta pagine, scritta da Romeo Tanaka con le illustrazioni di Mebae, che è stata pubblicata dalla Shogakukan, sotto l'etichetta Gagaga Bunko, il 18 luglio 2008.

### Manga
L'adattamento manga, disegnato da Kōichirō Hoshino, è stato serializzato sulla rivista Shōnen Sunday Super della Shogakukan tra i numeri di aprile 2012 e maggio 2013. I capitoli sono stati raccolti in quattro volumi tankōbon, pubblicati tra il 18 luglio 2012 e il 10 aprile 2013.

#### Volumi
| Nº | Data di prima pubblicazione | Data di prima pubblicazione | Data di prima pubblicazione |
| Nº | Giapponese                  | Giapponese                  |                             |
| -- | --------------------------- | --------------------------- | --------------------------- |
| 1  | 18 luglio 2012              | ISBN 978-4-09-123849-8      |                             |
| 2  | 16 novembre 2012            | ISBN 978-4-09-124090-3      |                             |
| 3  | 18 febbraio 2013            | ISBN 978-4-09-124250-1      |                             |
| 4  | 10 aprile 2013              | ISBN 978-4-09-124330-0      |                             |

### Anime
Un film anime, prodotto dalla AIC A.S.T.A. e diretto da Seiji Kishi, ha debuttato nei cinema giapponesi il 13 aprile 2013 ed è stato pubblicato in DVD e Blu-ray Disc il 18 settembre dello stesso anno.